# Замок Глена
За́мок Гле́на (эст. Glehni loss, нем. Hohenhaupt), также мыза Му́стамяэ (эст. Mustamäe mõis, нем. Mustamäggi) — побочная мыза рыцарской мызы Елгимяги. Расположен на склоне холма в Нымме, районе Таллина, столице Эстонии. Адрес: улица Вана-Мустамяэ 48. Согласно историческому административному делению, мыза относилась к Кегельскому приходу.

## История
Мыза была основана Николаем фон Гленом в северной части его земель в качестве новой жилой резиденции. Замок в стиле историзма был спроектирован лично Гленом и построен в 1886 году. Замок окружен лесопарком; рядом с ним расположены пальмовый домик (1900—1910, его руины законсервированы в 2006 году), обсерватория (1910) и скульптуры «Калевипоэг» (1908) и «Дракон» (1908). Все эти строения и скульптуры также были спроектированы самим Гленом. Нынешний Калевипоэг с рогами и дубиной — это копия, созданная в 1980-х годах, старый Калевипоэг до сих пор лежит разрушенным на земле. 
После того, как Глен эмигрировал в Германию в 1918 году, замок был заброшен и разрушен, от него остались практически одни стены. Восстановление замка началось в 1960-х годах и было закончено 24 марта 1977 года. В настоящее время замок Глена принадлежит Таллинскому техническому университету и используется как дом студенчества. В нём проводятся конференции, семинары, культурные мероприятия.
Замок Глена, пальмовый домик, обсерватория и скульптуры внесены в Государственный регистр памятников культуры Эстонии.
К мызному комплексу также относится расположенный недалеко от замка деревянный домик садовника с каменной башней (улица Лосси 15, памятник архитектуры) и фамильное кладбище Гленов (улица Лосси 13а, памятник истории).

## Галерея
- Замок с тыльной стороны
- Замок зимой
- Руины пальмового домика, вид снаружи
- Внутри пальмового домика
- «Калевипоэг»
- «Дракон»
- Фамильное кладбище Гленов
- Таллинская обсерватория
- Домик садовника с башней